# Delfim Moreira da Costa Ribeiro
Delfim Moreira da Costa Ribeiro (Cristina (Minas Gerais), 7 november 1868 - Santa Rita do Sapucai (Minas Gerais), 1 juli 1920) was een Braziliaans politicus en president van november 1918 tot juli 1919. Eerder was hij gouverneur van Minas Gerais tussen 1914 en 1918 en federaal volksvertegenwoordiger.
Nog maar net gekozen tot vicepresident werd hij de voorlopige president toen de gekozen Rodrigues Alves wegens de Spaanse griep niet meer in staat was om de presidentiële eed af te leggen. Volgens de Braziliaanse grondwet moesten er nieuwe verkiezingen komen en in de tussentijd werd Moreira Braziliaans staatshoofd. Zijn eigen gezondheid was echter niet goed en hij kampte met psychologische problemen. De de facto leider van Brazilië was dan ook de Minister van Transport en Openbare Werken, Afranio de Melo Franco. Slechts drie dagen na zijn eedaflegging, werd Brazilië getroffen door een algemene staking. Als reactie besloot hij alle vakbonden in Rio de Janeiro op te doeken. Op 21 juni 1919 werd de Braziliaanse Communistische Partij opgericht, maar de regering zou een honderdtal van hen, vooral buitenlanders, het land uitzetten. Ze werden verdacht van het beramen van een staatsgreep.
Toen Epitácio Pessoa president werd, nam Moreira het vicepresidentschap op zich. Delfim Moreira stierf echter al na minder dan een jaar en werd opgevolgd door Bueno de Paiva.
Deodoro da Fonseca ·
Peixoto ·
Morais ·
Campos Sales ·
Alves ·
Pena ·
Peçanha ·
Fonseca ·
Brás ·
Alves ·
Moreira ·
Pessoa ·
Bernardes ·
Luís ·
Prestes ·
(Junta van 1930) ·
Vargas ·
Linhares ·
Gaspar Dutra ·
Vargas ·
Café Filho ·
Luz ·
Ramos ·
Kubitschek ·
Quadros ·
Ranieri Mazzilli ·
Goulart ·
Ranieri Mazzilli ·
Castelo Branco ·
Costa e Silva ·
(Junta van 1969) ·
Garrastazu Médici ·
Geisel ·
Figueiredo ·
Neves ·
Sarney ·
Collor ·
Franco ·
Cardoso ·
Lula da Silva ·
Rousseff ·
Temer ·
Bolsonaro ·
Lula da Silva
- Library of Congress Control Number: n84072820
- Virtual International Authority File: 40773521
- WorldCat: E39PBJhmHW7mC6Yxrfx3gybw4q